# Georg-Friedrich Kahl
Georg-Friedrich Kahl (* 21. Oktober 1936 in Potsdam; † 1. Februar 2019 in Kleve) war ein deutscher Arzt, Pharmakologe und Toxikologe. Er war emeritierter Professor der Georg-August-Universität Göttingen.

## Leben
Kahl studierte von 1955 bis 1961 Humanmedizin an der Universität Hamburg und der Eberhard Karls Universität Tübingen. Er war Mitglied des Corps Irminsul in Hamburg. 1961 absolvierte er seine  Ärztliche Prüfung und studierte im Anschluss bis 1964 Psychologie. Er wurde 1966 bei Karl Joachim Netter an der Medizinischen Fakultät in Hamburg mit der pharmakologisch-toxikologischen Dissertation Untersuchungen zum Sauerstoffverbrauch isolierter Peritonealmastzellen der Ratte während der Histaminfreisetzung durch Substanz 48/80 zum Dr. med. promoviert. Danach war er an den Pharmakologischen Instituten in Hamburg und Mainz tätig. 1971 habilitierte er sich bei Gustav Kuschinsky an der Johannes Gutenberg-Universität Mainz. Er erhielt die venia legendi in Pharmakologie und Toxikologie und 1985 den Ruf auf eine C4-Professur an der Georg-August-Universität Göttingen. Bis zu seiner Emeritierung 2002 war er ebendort Abteilungsleiter für Toxikologie am Fachbereich Humanmedizin und Facharzt für Klinische Pharmakologie am Universitätsklinikum Göttingen. Außerdem baute er das Giftinformationszentrum-Nord der Länder Bremen, Hamburg, Niedersachsen und Schleswig-Holstein mit auf.
Kahl war Mitglied der Gesellschaft für Toxikologische und Forensische Chemie (GTFCh). Er publizierte zahlreiche Artikel in Fachzeitschriften wie Anticancer Research, Archives of Toxicology, Biochemical and Biophysical Research Communications, Biochemical Journal, Biochemical Pharmacology, Cancer Letters, Carcinogenesis, Deutsche Medizinische Wochenschrift, Drug Metabolism and Disposition, FEBS Letters, Food and Chemical Toxicology, Journal of Biological Chemistry, Journal of Pharmacology and Experimental Therapeutics, Molecular Pharmacology, Naunyn-Schmiedebergs Archiv und Toxicology and Applied Pharmacology; sein h-Index ist 22 (Stand: 5. April 2014).
Kahl engagierte sich mit Leidenschaft der Förderung des akademischen Nachwuchses. Viele Jahre war er Vertrauensdozent der Studienstiftung des deutschen Volkes.

## Publikationen
Es sind die vier meistzitierten Artikel aufgeführt.
- A. B. Okey, G. P. Bondy, M. E. Mason, G. F. Kahl, H. J. Eisen, T. M. Guenthner, D. W. Nebert: Regulatory gene product of the Ah locus. Characterization of the cytosolic inducer-receptor complex and evidence for its nuclear translocation. In: Journal of Biological Chemistry. Vol. 254, Nr. 22, 1979, S. 11636–11648.
- M. W. Höhne, M. E. Halatsch, G. F. Kahl, R. J. Weinel: Frequent loss of expression of the potential tumor suppressor gene DCC in ductal pancreatic adenocarcinoma. In: Cancer Research. Vol. 52, Nr. 9, 1992, S. 2616–2619.
- C. Ziemann, A. Burkle, G. F. Kahl, K. I. Hirsch-Ernst: Reactive oxygen species participate in mdr1b mRNA and P-glycoprotein overexpression in primary rat hepatocyte cultures. In: Carcinogenesis. Vol. 20, Nr. 3, 1999, S. 407–414, doi:10.1093/carcin/20.3.407.
- K. J. Netter, G. F. Kahl, M. P. Magnussen: Kinetic experiments on the binding of metyrapone to liver microsomes. In: Naunyn-Schmiedebergs Archiv für Pharmakologie. Vol. 265, Nr. 3, 1969, S. 205–215, doi:10.1007/BF01002335.